# Académie de chimie et de pharmacie de Saint-Pétersbourg
L'Académie de chimie et de pharmacie de Saint-Pétersbourg (Санкт-Петербургская государственная химико-фармацевтическая академия), est un établissement d'enseignement  supérieur qui forme des spécialistes dans le domaine pharmaceutique. Il se situe sur l'ile de l'aptekarsky à Saint-Pétersbourg.

## Historique

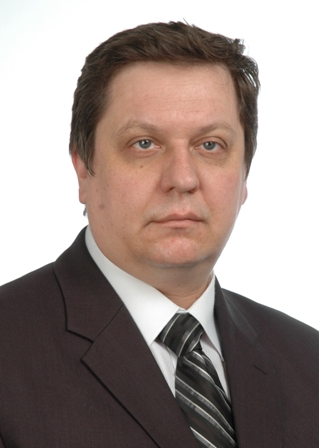
Narkevitch I.A- le recteur actuel

L'Institut d'État de chimie et de pharmacie de Petrograd a été fondé le 22 octobre 1919, à la suite d'une longue lutte des pharmaciens pour obtenir une formation complète. En ce jour le conseil provisoire de L'IECP a tracé les grandes lignes et a décidé d'ouvrir les départements principaux de l'institut. Alexandre Semenovitch Ginzberg a été choisi comme le premier directeur de l'établissement . Trois ans après, en 1922, l'institut a commencé à décerner des diplômes.
Le 8 septembre 1924 l'Institut a été affilié à l'université d'État de Leningrad en tant que faculté de chimie et de pharmacie, puis à l'université Pavlov de médecine de Leningrad I , avant de redevenir indépendant le 1er janvier 1947, sous le nom de l'Institut de pharmacie de Leningrad (IPL).
En 1949 L'IPL a été rebaptisé « Institut de chimie et de pharmacie de Leningrad » à la suite de l'ouverture de la nouvelle faculté qui forme des ingénieurs en chimie industrielle et des ingénieurs microbiologistes pour les usines pharmaceutiques et de production d'antibiotiques.
Le département d'études scientifiques a ouvert en 1952, et il a pour but d'accomplir les travaux à caractère contractuel. Puis en septembre 1957 a vu le jour un laboratoire d'études scientifiques des médicaments. En 1958 le département de formation à distance a ouvert ses portes au sein de la faculté de pharmacie, deux ans après une faculté de formation continue a commencé à accueillir des pharmaciens et des ingénieurs de l'industrie pharmaceutique.
En 1965 l'institut a acquis le droit d'accueillir les doctorants et de décerner des diplômes de docteur en sciences pharmaceutiques, biologiques et chimiques.
De 1992 à 2003 le recteur de l'académie était le chef du département de pharmacognosie, le professeur Iakovlev Genadi Pavlovitch.
De 2003 à 2010 le poste de recteur de l'académie était rempli par le professeur Kareva Nina Nikolaevna, chef du département de l'organisation et de l'économie de pharmacie.
En 2010 le professeur Narkevitch Igor Anatolevitch, a été choisi comme recteur de l'établissement.

## Faculté de pharmacie

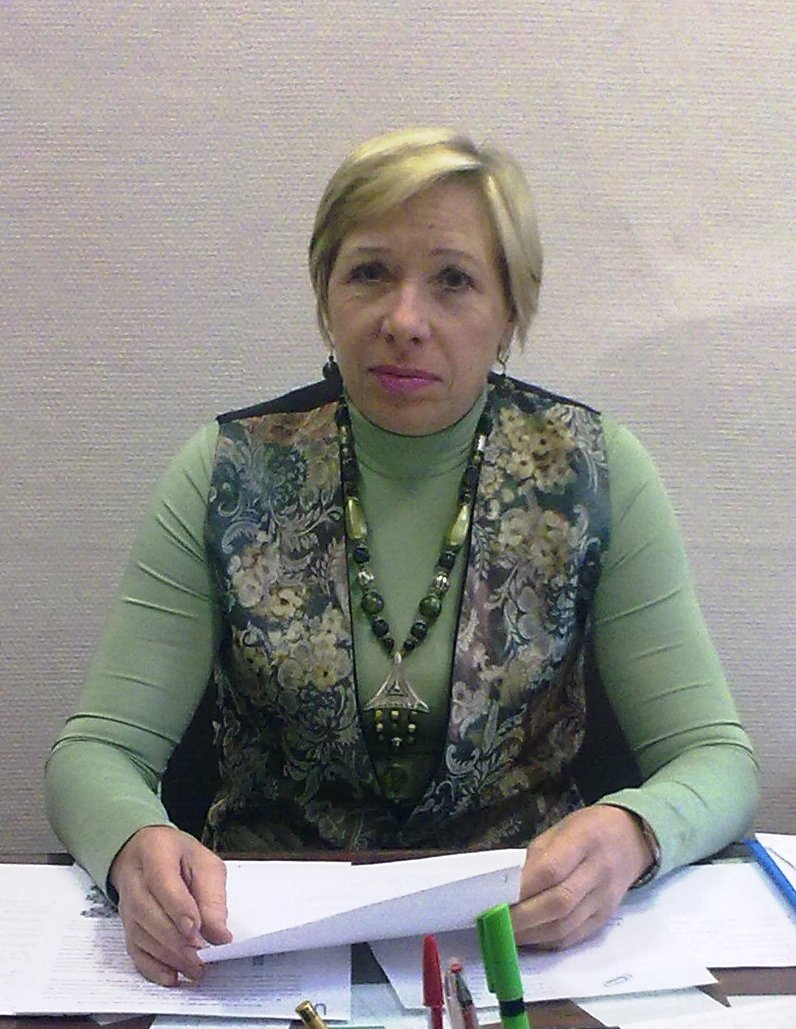
Anisimova N.A — la doyenne de la faculté de pharmacie de L'ACPS

La Faculté de pharmacie forme des spécialistes en pharmacie, dont l'objet professionnel est le médicament. Les diplômés exercent leur profession dans les pharmacies et les sociétés pharmaceutiques, ainsi que dans les laboratoires de contrôle et d'analyses, les laboratoires médicolégaux et dans tous autres laboratoires chimiques dont les activités sont : la synthèse, l'analyse et l'étude de toute substance médicamenteuse.
Les études dans la faculté de pharmacie se font à plein temps ou à distance. Les études à plein temps sont le plus souvent gratuites, tandis que les études à distance sont toujours payantes.
La doyenne actuelle de la faculté est Anissimova Natalia Askoldovna.

## Faculté d'industrie et de technologie pharmaceutique
Créée en 1945, elle est la seule en Russie à former des ingénieurs spécialisés en industries chimique et pharmaceutique dans les spécialités suivantes :
- 1  La biosynthèse des médicaments (synthèse des substances biologiquement actives à partir de souche microbiologique).
- 2  La synthèse chimique de substances biologiquement actives
- 3  La fabrication de médicaments et de médicaments de phytothérapie.

En 2012 la faculté a connu l'ouverture d'un département de production de protéines recombinantes, qui a pour taches d'étudier et de développer des médicaments à base d'anticorps monolocale.
Le doyen actuel de la faculté est Martchenko Aleksei Leonidovitch.

## Faculté de  formation professionnelle continue
Elle propose des cycles de formation pour les pharmaciens dans les spécialités suivantes : gestion et économie de pharmacie, chimie pharmaceutique et pharmacognosie. 

## Autres subdivisions de l'Académie
Une pépinière de plantes médicinales qui appartient à l'académie se trouve dans la ville de Lembolovo. Elle sert à la fois comme point d'introduction et de culture de plantes médicinales (plus de 400 espèces) de différentes zones climatiques et comme base de stage académique pour les étudiants de la faculté de pharmacie.
L'académie compte aussi : un bureau de brevet et de licence, un centre d'internet, un centre d'informatique et de base de données qui est utilisé par le  ministère de santé publique de la fédération de Russie.
L'académie accueille aussi des étudiants de différentes nationalités dans ses 2 facultés principales en pharmacie et biotechnologie, elle leur donne aussi la possibilité d'effectuer des études post-universitaires.

## Activités sportives
L'académie participe activement aux championnats sportifs inter-universitaires.